# ميس خشن السويق
ميس خشن السويق (الاسم العلمي: Celtis aspera) هو نوع نباتي يتبع جنس الميس من فصيلة القنبية.